# Cadia
Genre
Cadia est un genre de plantes à fleurs de la famille des Fabacées.

## Liste des espèces
Selon Catalogue of Life (23 février 2018) :
- Cadia commersoniana Baill.
- Cadia ellisiana Baker
- Cadia emarginatior M.Peltier
- Cadia pedicellata Baker
- Cadia pubescens Baker
- Cadia purpurea (G.Piccioli)Aiton
- Cadia rubra R.Vig.